# Margarita Ledo Andión
Margarita Ledo Andión (Castro de Rey, 5 de febrero de 1951) es una periodista, cineasta y escritora española en lengua gallega.
Docente y Catedrática de Comunicación Audiovisual de la Universidad de Santiago de Compostela, numeraria de la Real Academia Gallega; recibió, entre otros, el Premio Nacional de la Cultura Gallega (2008) y el Premio Otero Pedrayo (2017).

## Trayectoria
Margarita Ledo se crio en Lugo en el seno de una familia de antiguos emigrantes gallegos en Cuba, por parte materna. Su padre, empleado del Ayuntamiento, era de Izquierda republicana, por lo que ella y sus hermanos fueron a la escuela rural para no asistir con los maestros falangistas de la villa. Estudió el bachillerato en el Instituto de Lugo y luego, en la Universidad de Santiago de Compostela, empezó la carrera Filosofía y Letras, que no finalizó. Marchó a Barcelona y estudió periodismo en la Escuela Oficial de Periodismo de Barcelona (1969-1973).

### Periodismo
En 1974 entró en la redacción de El Ideal Gallego, pero esa labor periodística, que retomó posteriormente en otras revistas y periódicos de corte galleguista y feminista, se vio interrumpida por su exilio forzado en Portugal a consecuencia de su activismo político y su militancia en la Unión do Povo Gallego. En los dos años de exilio en Portugal (1974-1976) trabajó cómo lectora de gallego en la Universidad de Letras de Oporto y organizó las Jornadas de la Cultura Gallega.
A su regreso, fundó y dirigió el semanario A Nosa Terra entre 1977 y 1980 y realizó numerosas investigaciones sobre la prensa gallega. 
Fue también la creadora de la revista Escrita, de la Asociación de Escritores en Lengua Gallega, y de los proyectos gráficos del boletín del Clube Cultural Adiante de la CXTG, de la revista feminista Festa da palabra silenciada y de la publicación Europa de les Nacions, del Moviment Nacionalitari Europeu.

### Docencia e investigación
A partir de los años ochenta se separó de la prensa como profesión y comenzó en el mundo académico y de la escritura. Después de una estadía de investigación en Lisboa con una beca de la Fundación Gulbenkian (1982), se doctoró en Ciencias de la Información por la Universidad Autónoma de Barcelona en 1986 con la tesis Foto-xoc e xornalismo de crise. Fue profesora de la UAB en la Facultad de Ciencias de la Información de 1983 a 1991.
Regresó a Galicia en 1991, trasladándose a Santiago para poner en marcha a Facultad de Ciencias de la Información en la Universidad de Santiago de Compostela, de la que fue su primera decana (1992-1996) y donde ejerce como catedrática de comunicación audiovisual.
Sus principales líneas de trabajo abarcan las políticas de comunicación y cultura, la diversidad y espacios geo-lingüísticos de comunicación, las teorías feministas en los universos de creación y la expresión, el pensamiento cinematográfico y los usos y discursos de la fotografía. Ejerce como investigadora principal de diversos proyectos de investigación competitiva, entre ellos: “IU- OS. Patrimonio Cultural Inmaterial. Para un programa europeo de subtitulado en lenguas no hegemónicas” ( AEI. CSO2016-76014- R), “Hacia el Espacio Digital Europeo. El papel de las cinematografías pequeñas en versión original” (MINECO- CSO2012-35784); “Cine,  Diversidad y Redes” (MINECO-CSO2009-13702); “Lusofonía: interactividad e interculturalidad”  (Junta de Galicia:INCITE08 PXIB212124 PR).

### Literatura y producción científica
Escritora de ficción, publicó su primer poemario, en gallego, en 1970: Parolar cun eu, cun intre, con inseuto.
En los ochenta publicó el primer libro de narración, Mamá-Fe; la primera novela, Trasalba; el primer ensayo, Prensa e galeguismo y fue escribiendo poemas de encargo para festivales, eventos, conmemoraciones, reivindicaciones
Del noventa en adelante comenzó un período intenso de producción científica y de entrada en las editoras en español: Documentalismo fotográfico (Cátedra,1998) o Del cine-ojo a Dogma 95 (Paidós, 2004).

### Cine
A partir del 2000 comenzó su primero proyecto cinematográfico, Santa Liberdade, que se presentó en Santiago en 2004, y a lo que siguieron otros. Como cineasta, desarrolla su trabajo de manera especial en el documental.

### Cargos
Dirige el Observatorio del Audiovisual Gallego y coordina el Grupo de Estudios Audiovisuales de la USC, Grupo de Referencia Competitiva del Sistema Universitario Gallego.
Presidió la Federación Lusófona de Ciencias de la Comunicación (LUSOCOM), fue vicepresidenta primera de la Asociación Española de Investigación en Comunicación (AE-IC ) entre 2008 y 2016, es vicepresidenta de la Asociación Iberoamericana de Comunicación (ASSIBERCOM) y presidenta de honor de la Asociación Gallega de Investigadores e Investigadoras de la Comunicación (AGACOM).
Pertenece al consejo editorial de revistas como Telos, Chasqui, Discursos fotográficos, Infoamérica, L’ Atalante, Quaderns do CAC, Revista Latinoamericana de Comunicación, Trípodos, Uztaro, Comuniació ou AdComunica.
En marzo de 2008 fue seleccionada para ser miembro de la Real Academia Gallega, donde ingresó el 7 de febrero del 2009, convirtiéndose en la quinta mujer miembro de esta institución. Ejerció el cargo de archivera-bibliotecaria y desde el 24 de abril de 2021 es la secretaria de la institución.

## Premios y Reconocimientos
- 1982ː Accésit del Premio Modesto R. Figueiredo, por Rematado a man.
- 1994ː Premio Alecrín en 1994, otorgado por el Grupo de Estudios sobre a Condición da Muller "Alecrín".
- 2008ː Premio Nacional de Cine y audiovisual, correspondiente a los Premios Nacionais da Cultura Galega, otorgado por la Junta de Galicia.[2]
- 2015ː Premio Os Bos e Xenerosos da AELG.
- 2016ː Premio Ramón Piñeiro-Facer País

- 2017ː Premio Otero Pedrayo.[14] Primera mujer galardonada con este premio desde sus inicios en 1977,[15] en el informe de la propuesta se destacó “su trayectoria vital, profesional e intelectual marcada por su temprana militancia política, el exilio y el lectorado de gallego en la Facultad de Letras de la Universidad de Oporto, el periodismo comprometido y las primeras investigaciones sobre las relaciones de los intelectuales republicanos portugueses y gallegos”.  También que fue “pionera en centrarse en investigaciones y géneros audiovisuales que no estaban desarrollados en Galicia y siempre teniendo presente la perspectiva de género en todos sus trabajos, investigaciones e intervenciones públicas”. Se destacó también que fue una defensora, “a través de toda su trayectoria, del idioma gallego con valor identitario y cultural de por sí, y en pie de igualdad con los demás idiomas de la península Ibérica y del mundo”.[12]

- En 2017 el Festival internacional DocumentaMadrid le dedicó unha retrospectiva bajo la marca de la utopía y las errancias del siglo XX.[16]
- En 2020 la Asociación Española de Investigación da Comunicación (AE-IC) le rindió homenaje, siendo la primera mujer del ámbito estatal que recibió el recoñecimiento a toda una vida de investigación en comunicación de esta asociación desde su fundación en 2006.[10]
- 2020ː Premio del Festival de Cine Europeo de Sevilla por la dirección de Nación.[17]
- 2025ː Premio Letras Galegas Vivas, en su 2ª edición.[18]

## Obra literaria

### Poesía
- Parolar cun eu, cun intre, con inseuto (1970).
- O corvo érguese cedo (1973).
- Linguas mortas : serial radiofónico (1989), con fotografías de Anna Turbau.

### Narrativa
- Mama-fe (1983), relatos.
- Trasalba ou Violeta e o militar morto (1985), novela.
- Porta blindada (1990), novela.
- Historias como Barcelona (1991).

### Infantil e xuvenil
- O serrote do Gil (2009, Galaxia).

### En volúmenes colectivos
- Vía Durruti, ano trinta e seis, en Caderno de viaxe (1989).
- Interior do mundo, en Sede Central. Relatos 2 (1990).
- Renda do muro en Contos eróticos / elas (1990).

### Ensayo
- Prensa e galeguismo (1982).
- Foto-xoc e xornalismo de crise (1988).[10]
- O diario postelevisivo (1993).
- Documentalismo fotográfico contemporáneo (1994).
- Documentalismo fotográfico: éxodos e identidad (1998).
- Informe sobre o audiovisual en Galicia, 1998 (2000, Consello da Cultura Galega).
- Del Cine-Ojo a Dogma 95: paseo por el amor y la muerte del cinematógrafo documental (2003).
- Cine de fotógrafos (2005).
- Comunicación local no espazo lusófono (2007).
- Do bucle e da fenda: para un ensaio crítico sobre a cultura galega (2009, Real Academia Galega).
- El cuerpo y la cámara (Cátedra, 2020).
- Coordinadora da serie Para unha historia do cinema en lingua galega, colección de tres volúmenes editada por Galaxia en la que se traza un recorrido crítico y analítico por las películas desde el siglo XX hasta las primeras dos décadas del XXI:[10] Marcas na paixase (2018)[19], A foresta e as árbores (2019), De illas e sereas (2020).

## Filmografía

### Como directora
Cortos: Lavacolla, 1939 (2005) (para o film colectivo Hai que botalos); Cienfuegos, 1913 (2008); Illa (2009); Noite do mundo (2014); Bucle (2017) (para o libro-cd «Herdeiras» de Carmen Penim); Groenlandia (2018); A auga branca (2019)
Mediametrajes: Apuntamentos para un filme (2012)
Largometajes:
- Santa Liberdade (2004).[20] Recupera la memoria del secuestro del buque “Santa María”, organizado por veinticuatro antifascistas gallegos y portugueses del Directorio Revolucionario Ibérico de Liberación en 1961, con el objetivo de denunciar las dictaduras de Franco y Salazar y que rebautizaron cómo Santa Libertad.[6]
- Hai que botalos (2005). Formado por 25 cortometrajes, documentales o de ficción, que muestran un punto de vista crítico, de la situación social, económica, política, cultural y laboral de Galicia. Dirección: Margarita Ledo, Emilio McGregor, Carlos Alberto Alonso, Jorge Bouza, Tomás Lijó, Quique Otero, Ozo Perozo, Álex Sampayo.[21]
- Liste, pronunciado Líster (2007).[22] Modelo de biografía anticlásica para este líder comunista gallego.[6]
- A cicatriz branca (2012).[23] Ficción construida sobre base documental que explora la figura de la mujer gallega exiliada en Argentina.[6]
- Manuel María: Eu son fala e terra desta miña terra (2016).[24] Nós, Produtora Cinematográfica Galega, libro-DVD).
- Nación (2020). Obra sobre la lucha de las operarias de la fábrica de cerámica Pontesa (que cerró en 2001 en Pontevedra) que mezcla archivo documental con testimonios de estas mujeres y escenas ficcionadas. Premio Especial a la mejor dirección de la película española que tenga su estreno nacional o mundial, en el Festival de Cine Europeo de Sevilla 2020. También consiguió el distintivo “especialmente recomendado para el fomento de la igualdad de género” que otorga o Instituto de la cinematografía y Artes Audiovisuales (ICAA) para las películas que se van a distribuír comercialmente en salas.[15][17]

### Como productora
- CCCV CineClube Carlos Varela (2005). Dirección: Ramiro Ledo Cordeiro.